# Fiat G.80

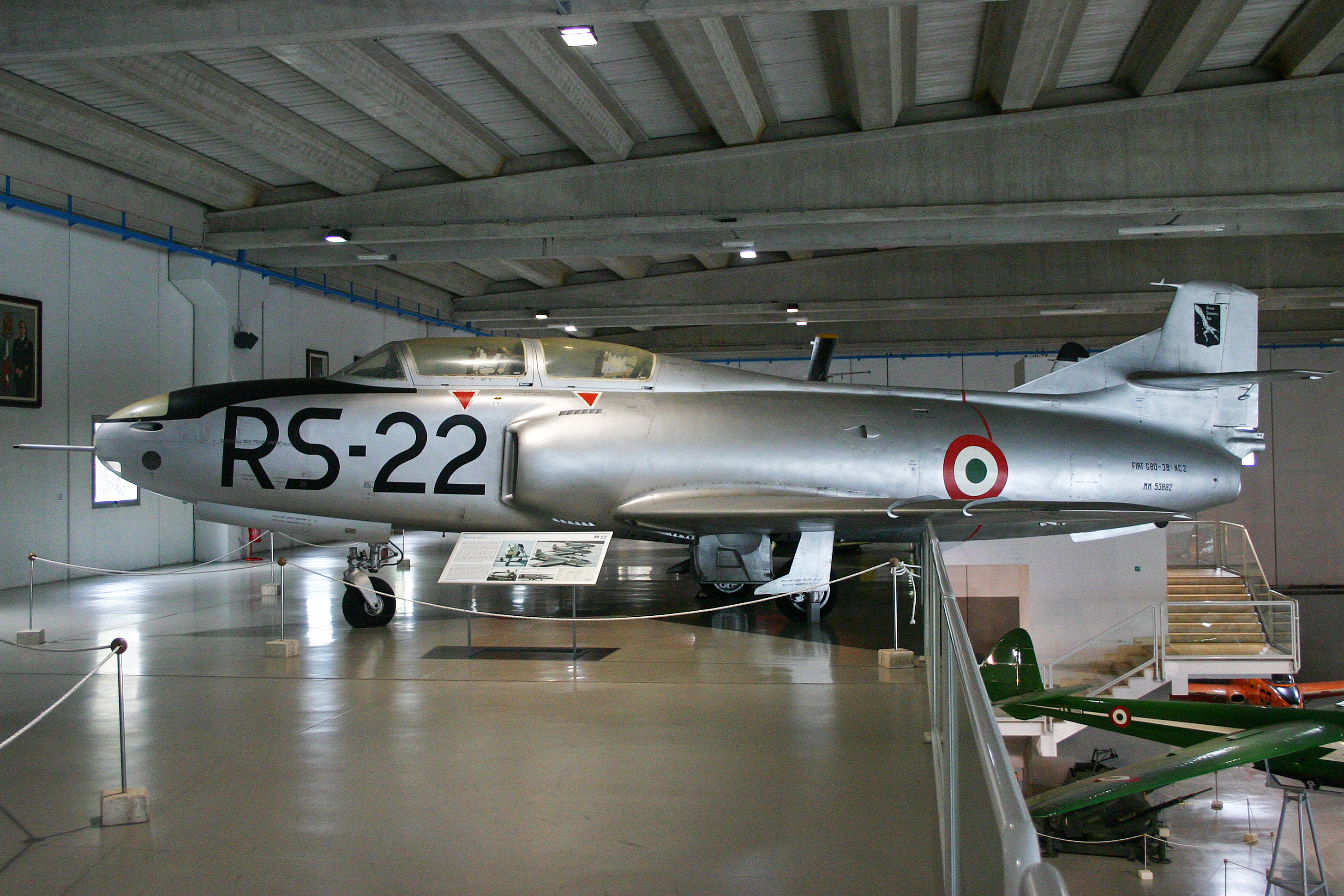
G.80-3B jako eksponat w muzeum Museo Storico Aeronautica Militare

Fiat G.80 – włoski jednosilnikowy samolot szkolno-bojowy, opracowany w na początku 50. XX wieku przez Fiat Aviazione. W 1954 roku oblatano jego ulepszoną wersję, oznaczoną jako Fiat G.82.

## Historia rozwoju

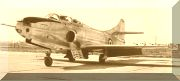
Prototyp Fiata G.82

G.80 został zaprojektowany jako szybki samolot szkolno-bojowy. Zdecydowano się wykorzystać konstrukcję dolnopłatu o klasycznym układzie kadłuba, o całkowicie metalowej konstrukcji. Samolot był jednocześnie pierwszym zaawansowanym technicznie samolotem odrzutowym, produkowanym we Włoszech. Projektantem płatowca był Giuseppe Gabrielli. Zarówno faza projektowania płatowca jak i sama jego budowa odrzutowca generowała problemy związane z otrzymaniem odpowiedniej aerodynamiki samolotu. Problem stanowiła także jego oraz jego konstrukcja samolotu, która wymagała przystosowania do lotów z dużą prędkością. Problemy te spowodowane były tym, że w tamtym czasie we Włoszech brakowało nowoczesnej infrastruktury badawczej do tego typu prac. Przy konstruowaniu G.80 korzystano z doświadczeń i badań prowadzonych za granicą. 
Oblot prototypu miał miejsce 9 grudnia 1951 roku. 9 maja 1952 roku doszło do wypadku prototypu. W wyniku dalszych prac opracowano dwie wersje samolotu, prototypowe egzemplarze oznaczone jako G.80-1B (wyprodukowano dwa egzemplarze) oraz wariant przedprodukcyjny oznaczony noszący oznaczenie G.80-3B (wyprodukowano trzy samoloty). Włoskie Siły Powietrzne uznały jednak, że samolot nie spełnia wymagań i nie zdecydowano się na wprowadzenie odrzutowca do służby w większej ilości.
W późniejszym czasie Fiat opracował ulepszoną wersję samolotu, noszącą nazwę Fiat G.82. Oblot prototypu wersji G.82 miał miejsce 23 maja 1954 roku. W 1955 roku samolot zgłoszono do konkursu NATO na nowy odrzutowy samolot szkolny, jednak maszyna nie odniosła w nim sukcesu. Wybudowano tylko sześć egzemplarzy samolotu, z których pięć do 1959 roku eksploatowano w ośrodku testowym Reparto Sperimentale di Volo.

## Konstrukcja
Fiat G.80 zaprojektowano jako poddźwiękowy samolot szkolno-bojowy w układzie dolnopłata. Skrzydła samolotu umiejscowione są w centralnej części metalowego kadłuba. Były one proste i cienkie. Maszyna miała obszerny kadłub, lekko zwężający się ku dziobowi i dyszy wylotowej silnika. Układ konstrukcyjny kadłuba zbliżony był do amerykańskich samolotów Lockheed F-80 oraz Lockheed T-33. Załoga zajmowała miejsca w przedniej części kadłuba, zaś fotele wyrzucane ustawione były w układzie tandemu. 
Kadłub ma konstrukcję półskorupową i podzielony jest na trzy części: pierwszą zawierającą kabinę pilotów i przenoszącą przednią goleń podwozia i wloty powietrza do silnika. W drugiej, środkowej części kadłuba znajdują się łączenia skrzydeł z kadłubem, główne zbiorniki paliwa i silnik. Na trzecią część kadłuba składa się dysza silnika i część ogonowa. Poszczególne sekcje kadłuba są połączone ze sobą za pomocą specjalnych śrub w taki sposób, by ułatwić ich odłączanie i ponowne scalanie ze sobą. Zastosowany podział kadłuba samolotu na trzy, odłączane od siebie sekcje znacząco ułatwiał prowadzenie prac serwisowych oraz umożliwia ewentualną konwersję wyposażenia do pełnienia innego rodzaju zadań na przykład m.in. samolotu rozpoznawczego czy myśliwca nocnego, jednak nigdy nie skorzystano z tej możliwości. Zastosowany system montażu ułatwiał znacznie eksploatację maszyny oraz eliminował ewentualne pomyłki i zaniedbania przy montażu, jednak śruby mocujące ulegały szybkiemu zużyciu z uwagi na działające na nie przeciążenia.  
Samolot zamontowane miał trójkołowe, chowane w locie podwozie. Przednie koło chowało się w nosowej części kadłuba przed stanowiskiem pilotów, zaś pozostałe dwa ulokowano na skrzydłach, blisko łączenia z płatowcem w taki sposób, że tylko goleń podwozia schowana jest w skrzydle, zaś koła mieszczą się w kadłubie. W ten sposób udało się otrzymać jak najcieńsze skrzydła. Napęd wersji G.80 stanowił silnik turboodrzutowy de Havilland Goblin o ciągu 12,7 kN (1360 kgf). Samolot miał dwa wloty powietrza umiejscowione po bokach kadłuba, za fotelem pierwszego pilota. Silnik miał ułatwiony dostęp dla personelu serwisowego, przez szerokie drzwi serwisowe, znajdujące się na górze i brzuchu odrzutowca. 
Oba kokpity pilotów, ustawiono w układzie tandemu. Samolot miał zamontowaną awionikę umożliwiającą loty zarówno w dzień, jak i w nocy. Dostęp do kabiny zapewniały otwierane od góry owiewki, które można było odrzucić w locie podczas sytuacji awaryjnych. Zastosowano fotele wyrzucane produkcji Martin-Baker w komplecie z pontonem ratunkowym, spadochronem i awaryjną instalacją zaopatrującą załogę w tlen. Kokpit samolotu był hermetyczny. 
Instalacja paliwowa składa się z sześciu metalowych zbiorników paliwa, gdzie dwa z nich mieszczą się w centralnej (drugiej) sekcji kadłuba, a pozostałe po dwa z każdej strony w skrzydłach. Maszyna miała możliwość zamontowania dwóch dodatkowych zbiorników paliwa na końcówkach skrzydeł, po jednym na każdym skrzydle (podobnych do tych montowanych w T-33). Każdy z zewnętrznych, dodatkowych zbiorników wyposażono w płetwę, która poprawiała stabilność w locie. 

### Fiat G.82
W 1954 roku opracowano ulepszoną wersję Fiata G.80, którą oznaczono jako Fiat G.82. Prototyp oblatano w 1954 roku. Wariant G.82 odróżniał się od pierwowzoru większą sylwetką i rozmiarami, dodatkowymi zbiornikami paliwa oraz mocniejszymi silnikami. Długość wariantu G.82 wynosiła 12,93 m, rozpiętość skrzydeł 11,80 m, zaś wysokość 4,08 m. Do 4400 kg wzrosła także masa własna samolotu. Silnik produkcji de Havilland zastąpiono mocniejszą jednostką Rolls-Royce Nene, generującą ciąg 22,0 kN (2449 kgf), co pozwoliło zwiększyć prędkość maksymalną do 910 km/h. Prędkość przelotowa wynosiła 710 km/h. Zasięg wzrósł z 1000 do 1600 km. 
Wersja G.82, podobnie jak G.80 została uzbrojona w dwa karabiny maszynowe Colt-Browning M3 kalibru 12,7 mm, jednak wariant G.82 miał możliwość podwieszenia do dwóch bomb lotniczych o wagomiarze 230 kg lub 8 rakiet HVAR na dwóch węzłach podwieszenia. Samolot charakteryzował się dobrym zachowaniem w locie, jednak dysponował słabymi osiągami.

## Wersje
Wersje produkcyjne samolotu:
- G.80-1B – wariant prototypowy, wybudowano dwa egzemplarze;
- G.80-3B – wersja przedprodukcyjna, wyprodukowano trzy egzemplarze;
- G.82 – wariant ulepszony, wybudowano dwa prototypy i cztery samoloty seryjne.